# Kajakarstwo na Letnich Igrzyskach Olimpijskich 2016 – slalom C-2 mężczyzn
Rywalizacja w C-2 mężczyzn w kajakarstwie na Letnich Igrzyskach Olimpijskich 2016 rozgrywana jest między 8 a 11 sierpnia na obiekcie Olympic Whitewater Stadium.
Do zawodów zgłoszonych zostało 12 drużyn.

## Terminarz
Wszystkie godziny podane są w czasie brazylijskim (UTC-03:00) oraz polskim (CEST).
| Data             | Godzina rozpoczęcia | Godzina rozpoczęcia |            |
| Data             | UTC-03:00           | CEST                |            |
| ---------------- | ------------------- | ------------------- | ---------- |
| 8 sierpnia 2016  | 12:30 14:20         | 17:30 19:20         | Eliminacje |
| 11 sierpnia 2016 | 12:30               | 17:30               | Półfinały  |
| 11 sierpnia 2016 | 14:15               | 19:15               | Finał      |

## Wyniki

### Eliminacje
| Miejsce | Zawodnicy                          | Reprezentacja     | Przejazd 1 | Przejazd 1 | Przejazd 1 | Przejazd 1 | Przejazd 2 | Przejazd 2 | Przejazd 2 | Przejazd 2 | Najlepszy czas | Najlepszy czas | Uwagi |
| Miejsce | Zawodnicy                          | Reprezentacja     | Czas       | Kary       | Suma       | Poz.       | Czas       | Kary       | Suma       | Poz.       | Czas           | Różnica        | Uwagi |
| ------- | ---------------------------------- | ----------------- | ---------- | ---------- | ---------- | ---------- | ---------- | ---------- | ---------- | ---------- | -------------- | -------------- | ----- |
| 1.      | Ladislav Škantár Peter Škantár     | Słowacja          | 100,89     | 0          | 100,89     | 1.         | 98,00      | 8          | 106,00     | 3.         | 100,89         | –              | Q     |
| 2.      | Gauthier Klauss Matthieu Péché     | Francja           | 101,35     | 2          | 103,35     | 3.         | 102,43     | 0          | 102,43     | 1.         | 102,43         | +1,54          | Q     |
| 3.      | David Florence Richard Hounslow    | Wielka Brytania   | 103,27     | 0          | 103,27     | 2.         | DNS        | DNS        | DNS        | DNS        | 103,27         | +2,38          | Q     |
| 4.      | Jonáš Kašpar Marek Šindler         | Czechy            | 104,32     | 0          | 104,32     | 5.         | 99,43      | 4          | 103,43     | 2.         | 103,43         | +2,54          | Q     |
| 5.      | Franz Anton Jan Benzien            | Niemcy            | 103,43     | 0          | 103,43     | 4.         | 110,35     | 4          | 114,35     | 8.         | 103,43         | +2,54          | Q     |
| 6.      | Luka Božič Sašo Taljat             | Słowenia          | 105,21     | 0          | 105,21     | 6.         | 111,41     | 2          | 113,41     | 7.         | 105,21         | +4,32          | Q     |
| 7.      | Charles Corrêa Anderson Oliveira   | Brazylia          | 105,71     | 2          | 107,71     | 7.         | 104,14     | 2          | 106,14     | 4.         | 106,14         | +5,25          | Q     |
| 8.      | Michaił Kuzniecow Dmitrij Łarionow | Rosja             | 113,26     | 54         | 167,26     | 12.        | 107,39     | 0          | 107,39     | 5.         | 107,39         | +6,50          | Q     |
| 9.      | Lukas Werro Simon Werro            | Szwajcaria        | 104,47     | 54         | 158,47     | 11.        | 108,56     | 2          | 110,56     | 6.         | 110,56         | +9,67          | Q     |
| 10.     | Devin McEwan Casey Eichfeld        | Stany Zjednoczone | 108,33     | 4          | 112,33     | 8.         | 111,19     | 6          | 117,19     | 6.         | 112,33         | +11,44         | Q     |
| 11.     | Marcin Pochwała Piotr Szczepański  | Polska            | 113,36     | 2          | 115,36     | 9.         | 107,68     | 52         | 159,68     | 11.        | 115,36         | +14,47         | Q     |
| 12.     | Tsubasa Sasaki Shota Sasaki        | Japonia           | 110,04     | 12         | 122,04     | 10.        | 113,04     | 6          | 119,04     | 10.        | 119,04         | +18,15         |       |

### Półfinał
| Miejsce | Zawodnicy                          | Reprezentacja     | Międzyczas 1 | Międzyczas 2 | Czas   | Kary | Suma   | Różnica | Uwagi |
| ------- | ---------------------------------- | ----------------- | ------------ | ------------ | ------ | ---- | ------ | ------- | ----- |
| 1.      | Franz Anton Jan Benzien            | Niemcy            | 33,41        | 66,76        | 107,93 | 0    | 107,93 | –       | Q     |
| 2.      | Jonáš Kašpar Marek Šindler         | Czechy            | 33,24        | 65,86        | 104,09 | 4    | 108,09 | +0,16   | Q     |
| 3.      | David Florence Richard Hounslow    | Wielka Brytania   | 33,95        | 69,03        | 107,60 | 2    | 109,60 | +1,67   | Q     |
| 4.      | Marcin Pochwała Piotr Szczepański  | Polska            | 35,67        | 69,83        | 110,17 | 0    | 110,17 | +2,2    | Q     |
| 5.      | Gauthier Klauss Matthieu Péché     | Francja           | 33,13        | 66,51        | 106,19 | 4    | 110,19 | + 2,26  | Q     |
| 6.      | Ladislav Škantár Peter Škantár     | Słowacja          | 36,22        | 71,59        | 106,42 | 4    | 110,42 | + 2,49  | Q     |
| 7.      | Luka Božič Sašo Taljat             | Słowenia          | 36,67        | 71,26        | 107,14 | 4    | 111,14 | + 3,21  | Q     |
| 8.      | Michaił Kuzniecow Dmitrij Łarionow | Rosja             | 37,38        | 71,02        | 106,39 | 6    | 112,39 | + 4,46  | Q     |
| 9.      | Lukas Werro Simon Werro            | Szwajcaria        | 37,62        | 74,27        | 111,40 | 4    | 115,40 | + 7,47  | Q     |
| 10.     | Devin McEwan Casey Eichfeld        | Stany Zjednoczone | 37,49        | 73,45        | 114,26 | 2    | 116,49 | + 8,33  | Q     |
| 11.     | Charles Corrêa Anderson Oliveira   | Brazylia          | 35,83        | 68,25        | 110,49 | 6    | 116,49 | + 8,56  |       |

### Finał
| Miejsce | Zawodnicy                          | Reprezentacja     | Międzyczas 1 | Międzyczas 2 | Czas   | Kary | Suma   | Różnica |
| ------- | ---------------------------------- | ----------------- | ------------ | ------------ | ------ | ---- | ------ | ------- |
| złoto   | Ladislav Škantár Peter Škantár     | Słowacja          | 32,95        | 64,74        | 101,58 | 0    | 101,58 | –       |
| srebro  | David Florence Richard Hounslow    | Wielka Brytania   | 31,37        | 63,29        | 102,21 | 0    | 102,21 | + 0,43  |
| brąz    | Gauthier Klauss Matthieu Péché     | Francja           | 33,25        | 65,14        | 103,24 | 0    | 103,24 | + 1,66  |
| 4.      | Franz Anton Jan Benzien            | Niemcy            | 33,23        | 63,04        | 103,58 | 0    | 103,58 | +2,00   |
| 5.      | Marcin Pochwała Piotr Szczepański  | Polska            | 33,33        | 65,92        | 104,97 | 0    | 104,97 | + 3,39  |
| 6.      | Michaił Kuzniecow Dmitrij Łarionow | Rosja             | 32,53        | 67,08        | 106,70 | 0    | 106,70 | + 6,12  |
| 7.      | Luka Božič Sašo Taljat             | Słowenia          | 33,96        | 67,12        | 105,73 | 2    | 107,73 | + 6,15  |
| 8.      | Jonáš Kašpar Marek Šindler         | Czechy            | 33,02        | 63,57        | 104,35 | 4    | 108,35 | + 6,77  |
| 9.      | Lukas Werro Simon Werro            | Szwajcaria        | 37,56        | 71,09        | 111,52 | 0    | 111,52 | + 9,94  |
| 10.     | Devin McEwan Casey Eichfeld        | Stany Zjednoczone | 37,47        | 75,38        | 111,85 | 6    | 117,85 | + 16,27 |